# Holmes & Yoyo
Holmes & Yoyo ist eine US-amerikanische Fernsehserie, die in den 1970er Jahren von Universal Television produziert und ab dem 26. September 1976 bei ABC ausgestrahlt wurde.

## Handlung
Die Hauptfiguren dieser Serie sind der Polizei Detektiv Alex Holmes und ein menschengleicher Roboter, Yoyo. Die Grundidee der Handlung besteht darin, dass Alex Holmes bisherige Detektivkollegen während der Zusammenarbeit mit Holmes immer wieder aus verschiedensten Gründen so sehr verletzt werden, dass sie ins Krankenhaus müssen, wobei Holmes selbst jedoch niemals verletzt wird.
Um nicht immer wieder neue Mitarbeiter einstellen zu müssen, setzt sein Vorgesetzter, Captain Sedford, den angeblich unzerstörbaren Yoyo als Holmes neuen Kollegen ein, wobei keiner der Angestellten des Polizeireviers erfahren soll, dass Yoyo ein Roboter ist. Holmes entdeckt dies zwar sehr schnell, behält das Wissen aber für sich. Ansonsten bemerkt niemand, dass Yoyo kein Mensch ist, so dass sich sogar eine Detektivin in ihn verliebt.
Yoyo wiegt 427 Pfund, hat ein fotografisches Gedächtnis und kann alles, was er jemals gesehen hat, durch Druck auf seine Nase als Polaroid ausdrucken – das Polaroid kommt dabei aus seiner linken Hemdtasche heraus.

## Ausstrahlung
Schon drei Monate nach der Erstausstrahlung im Herbst 1976 wurde die Serie im US-amerikanischen Fernsehen abgesetzt. Bereits zwei Jahre später wurde die Serie in Deutschland in den Vorabendprogrammen der ARD erstausgestrahlt. Wiederholungen folgten sowohl bei der ARD, als auch letztmals im Jahr 1991 bei RTLplus.